# Асоциация на македонските футболни клубове
 Тази статия е за гръцката футболна асоциация.  За асоциацията от Северна Македония вижте Футболна федерация на Македония.  
Асоциация на македонските футболни клубове или АМФК (на гръцки: Ένωση Ποδοσφαιρικών Σωματείων Μακεδονίας Énosi Podosferikón Somatíon Makedonías или Ε.Π.Σ.Μ.) е асоциацияq отговорна за администрирането на футбола в административните региони Западна Македония, Централна Македония и Източна Македония и Тракия.
Основана е под името Футболен съюз на Македония и Тракия (на гръцки: Ποδοσφαιρική Ένωση Μακεδονίας Θράκης Podosferikí Énosi Makedonías Thrákis) през 1924 година. От 1935 година нейната отговорност е ограничена само в границите на административна област Солун. Основана е от футболните отбори Арис (Солун), Ираклис (Солун) и Мегас Александрос (Солун).

## Настояще
В наши дни Асоциацията поддържа 4 аматьорски дивизии (от 5-о до 8-о ниво в национален мащаб) с 238 отбора в тях, както и купа за членовете на съюза. Девет отбора членове играят в Четвърта гръцка лига, два във Втора гръцка лига, един в Първа гръцка лига и три в Гръцката суперлига.

## Първенство на АМФК (1923 – 1959)
Между 1923 – 1959 година Асоциацията организира преди създаването на Гръцката суперлига, отборите от АМФК организират своя лига, която е считана за най-висшата в Северна Гърция, а спечелилият я отбор е наричан „шампион на АМФК“.

### Списък с шампионите на АМФК
| - 1923 – 24: Арис (Солун) - 1924 – 25: Не се провежда - 1925 – 26: Арис (Солун) - 1926 – 27: Ираклис (Солун) - 1927 – 28: Арис (Солун) - 1928 – 29: Арис (Солун) - 1929 – 30: Арис (Солун) - 1930 – 31: Арис (Солун) - 1931 – 32: Мегас Александрос (Солун) - 1933 – 34: Арис (Солун) - 1934 – 35: Не се провежда | - 1935 – 36: Не се провежда - 1936 – 37: ФК ПАОК - 1937 – 38: Арис (Солун) - 1938 – 39: Ираклис (Солун) - 1939 – 40: Ираклис (Солун) - 1940 – 45: Не се провежда заради Втората световна война - 1945 – 46: Арис (Солун) - 1946 – 47: ФК Македоникос - 1947 – 48: ФК ПАОК - 1948 – 49: Арис (Солун) - 1949 – 50: ФК ПАОК | - 1950 – 51: Ираклис (Солун) - 1951 – 52: Ираклис (Солун) - 1952 – 53: Арис (Солун) - 1953 – 54: ФК ПАОК - 1954 – 55: ФК ПАОК - 1955 – 56: ФК ПАОК - 1956 – 57: ФК ПАОК - 1957 – 58: Аполон (Каламария) - 1958 – 59: Арис (Солун) |

Източник:

### Победители
| Отбор                     | Титли | Години                                                                 |
| ------------------------- | ----- | ---------------------------------------------------------------------- |
| Арис (Солун)              | 12    | 1924, 1926, 1928, 1929, 1930, 1931, 1934, 1938, 1946, 1949, 1953, 1959 |
| ФК ПАОК                   | 7     | 1937, 1948, 1950, 1954, 1955, 1956, 1957                               |
| Ираклис (Солун)           | 5     | 1927, 1939, 1940, 1951, 1952                                           |
| Мегас Александрос (Солун) | 1     | 1932                                                                   |
| ФК Македоникос            | 1     | 1947                                                                   |
| Аполон (Каламария)        | 1     | 1958                                                                   |